# Печатка штату Массачусетс

Печатка штату Массачусетс

Печатка штату Массачусетс (англ. Seal of Massachusetts) - один з державних символів штату Массачусетс, США.
На печатці в центрі на синьому щиті зображено індіанець Алгонкін з луком і стрілами. Щит оточений стрічкою з девізом на латині: "Ense petit placidam sub libertate quietem" ("За допомогою меча ми добиваємося миру, але миру тільки разом зі свободою"). По колу йде напис "Sigillum Reipublicae Massachusettensis".
Державна печатка штату застосовується для скріплення різних офіційних документів уряду штату та його законодавчого зібрання. Емблема печатки широко використовується на урядових будівлях, транспортних засобах та інших об'єктах для позначення їх приналежності до органів державного управління штату Массачусетс. Зображення печатки присутнє на прапорі штату Массачусетс.

## Символіка
Фігура індіанця символізує корінних жителів штату - плем'я алгонкинів, опущена вістрям вниз стріла - мирні наміри індіанця, зірка говорить про те, що Массачусетс входить до числа перших 13 штатів що утворили США. 

## Історія
Перший варіант герба з'явився в 1775 році. У 1898 році художник Едмунд Гаррет (Edmund H. Garrett) не його підставі розробив печатку штату.